# Portfolio manažer
Portfolio manažer (správce portfolia) je člověk, který se zabývá aktivní správou investičního portfolia a prostředků do něj svěřených.

## Práce portfolio manažera

### Náplň práce
Práce portfolio manažera spočívá především ve spravování svěřeného portfolia. Je velice psychicky náročná, vyžaduje výborné ekonomické znalosti, pevné nervy, zdravý úsudek a schopnost zdravě riskovat. Manažer totiž velmi často nakládá s obrovským množstvím prostředků. Mezi jeho hlavní úlohy patří:
- tvorba investiční strategie - spočívá v tom, s jakými investičními tituly (akcie a jiné cenné papíry) bude portfolio obchodovat, jakou očekává míru rizika a výnosů, jakých chce dosáhnout cílů
- analýza - portfolio manažeři mají většinou k dispozici tým analytiků, který používá různé metody analýzy k získání informací o vhodných investičních titulech. Mezi základní metody patří fundamentální a technická analýza.
- nákup a prodej titulů - na základě analýzy obchoduje s vybranými tituly
- získávání investorů
- obhajoba svých investičních kroků
- tvorba reportů, souhrnů a statistik týkajících se hospodaření portfolia

### Cíle
Hlavním cílem portfolio manažerů je maximalizace výnosů při přiměřeném riziku a dlouhodobá prosperita. Obecně platí snaha o vyrovnání poměru riziko/výnos formou diverzifikace portfolia. Jsou však i případy, kdy se manažeři zaměřují na rizikové tituly.